# Carolina Alonso Alonso
Carolina Alonso Alonso (Xixón, 17 d'octubre de 1980) és una política espanyola de Podem, diputada de la xi legislatura de l'Assemblea de Madrid.
Va resultar elegida membre del Consell Ciutadà de Podem Comunitat de Madrid el 2016. Adscrita a la facció pablista de Podem Comunitat de Madrid, va passar a formar part de la gestora que es va posar al capdavant de Podem Comunitat de Madrid després de la sortida de l'organització de Ramón Espinar en gener de 2019. Candidata al número 7 de la llista de Unidas Podemos Izquierda Unida Madrid en Pie de cara a les eleccions a l'Assemblea de Madrid de maig de 2019 encapçalada per Isa Serra, va ser elegida diputada de l'onzena legislatura del parlament regional.